# Matcze (stacja kolejowa)
Matcze – dawna stacja kolejowa kolejki wąskotorowej w Liskach, w gminie Horodło, w powiecie hrubieszowskim, w województwie lubelskim.